# Сосна Сабина
Сосна́ Са́бина, или Сосна Сэ́йбина, или Сосна се́рая (лат. Pínus sabiniána) — эндемичный вид рода Сосна семейств Сосновые (Pinaceae), произрастающий в Калифорнии.

## Название
Научное название присвоено в честь Джозефа Сабина (1770—1837), англо-ирландского ботаника. Первоначально писалось sabiniana, что неверно по-латыни (правильно Sabinius), и недавно[когда?]

 было исправлено на sabineana. Однако пересмотренное правописание ещё не принято ко всеобщему употреблению, и пока чаще встречается написание sabiniana.
В Калифорнии с 1800-х годов использовалось название англ. digger pine, связанное с индейцами-пайютами, которые добывали орешки, используемые ими в пищу, вскапывая (англ. dig) землю вокруг этих сосен. С наступлением политкорректности, название было сочтено оскорбительным. Несмотря на по-прежнему широкое распространение термина digger pine в обществе, это название не рекомендовано к употреблению, официальные документы используют англ. gray pine.

## Ботаническое описание
Обычно вырастает до 12—15 м, но может достигать высоты 35 м.
Хвоя сосны Сабина редкая и поникшая, растёт отдельными пучками по три иголки, бледно-серо-зелёного цвета, до 20—30 см в длину.
Шишки большие и тяжёлые, длиной 12—35 см. Мужские шишки растут у основания побегов на нижних ветвях.

## Распространение и экология
Сосна Сабина растёт на высоте 1200 метров над уровнем моря, на всей территории штата в предгорьях Калифорнийской долины, за исключением самых южных и восточных округов к югу от озера Тахо, на каменистой почве в сухих условиях, в сообществах с дубом Дугласа (Quercus douglasii), образуя верхний ярус смешанных лесов.
Хвоя сосны Сабина — единственный известный корм гусениц моли вида Sabinianus chionodes семейства Gelechiidae.